# Insomnia (киберспортсмен)
Здравко Георгиев (род. 10 сентября 1983), также известный под ником Insomnia — болгарский киберспортсмен, игрок в Warcraft III за расу людей.

## Биография
Здравко Георгиев начал выступления в 2001 году, играя в StarCraft: Brood War за расу зергов. На чемпионате мира 2001 года он вошёл в восьмёрку лучших. Через год после этого игрок переключился на выступления в Warcraft III. «Insomnia» защищал цвета команды SK Gaming, и добился в составе команды успехов в нескольких командных лигах. Наилучшим достижением спортсмена является победа на чемпионате мира WCG 2003.
В 2007 году Здравко Георгиев закончил свою киберспортивную карьеру и увлёкся покером. Последним крупным достижением игрока становится победа на турнире GameGune 2007, в финале которого он обыгрывает партнёра по команде Даниэля Спенста (XlorD).

## Призовые
За свою профессиональную карьеру заработал более 31 тысяч долларов:
- 2003 год — 20 400 $
- 2005 год — 3000 $
- 2006 год — 4000 $
- 2007 год — 4150 $

## Достижения
2003 год
 World Cyber Games 2003 (Южная Корея, Сеул) — 20 000 $
2007 год
 GameGune 2007 (Испания, Бильбао) — 4150 $